# Marsdenia
Marsdenia är ett släkte av oleanderväxter. Marsdenia ingår i familjen oleanderväxter.

## Dottertaxa tillMarsdenia, i alfabetisk ordning[1]
- Marsdenia abyssinica
- Marsdenia acuminata
- Marsdenia altissima
- Marsdenia ambuntiensis
- Marsdenia amorimii
- Marsdenia amylacea
- Marsdenia arabica
- Marsdenia arachnoidea
- Marsdenia araujacea
- Marsdenia archboldiana
- Marsdenia arfakensis
- Marsdenia argentata
- Marsdenia argillicola
- Marsdenia asclepioidea
- Marsdenia asplundii
- Marsdenia assimulata
- Marsdenia astephanoides
- Marsdenia australis
- Marsdenia balansae
- Marsdenia barbata
- Marsdenia beatricis
- Marsdenia beckii
- Marsdenia belensis
- Marsdenia bergii
- Marsdenia billardieri
- Marsdenia bilobata
- Marsdenia bliriensis
- Marsdenia boliviana
- Marsdenia bourgeana
- Marsdenia brachyloba
- Marsdenia brasiliensis
- Marsdenia brassii
- Marsdenia brevifolia
- Marsdenia breviramosa
- Marsdenia brevis
- Marsdenia brevisquama
- Marsdenia brunnea
- Marsdenia brunoniana
- Marsdenia caatingae
- Marsdenia calcicola
- Marsdenia calesiana
- Marsdenia callosa
- Marsdenia carnosa
- Marsdenia carrii
- Marsdenia carterae
- Marsdenia carvalhoi
- Marsdenia castillonii
- Marsdenia cavaleriei
- Marsdenia celebica
- Marsdenia clausa
- Marsdenia colombiana
- Marsdenia condensiflora
- Marsdenia connivens
- Marsdenia cordifolia
- Marsdenia coronata
- Marsdenia coulteri
- Marsdenia crassipes
- Marsdenia cremea
- Marsdenia crinita
- Marsdenia crocea
- Marsdenia cryptostemma
- Marsdenia cubensis
- Marsdenia cuixmalensis
- Marsdenia cundurango
- Marsdenia cuneata
- Marsdenia cuneifolia
- Marsdenia cymulosa
- Marsdenia destituta
- Marsdenia dictyophylla
- Marsdenia dischidioides
- Marsdenia dissitiflora
- Marsdenia divisicola
- Marsdenia dognyensis
- Marsdenia dorothyae
- Marsdenia dressleri
- Marsdenia dussii
- Marsdenia ecorpuscula
- Marsdenia ecuadorensis
- Marsdenia edulis
- Marsdenia egregia
- Marsdenia ekmanii
- Marsdenia elephantina
- Marsdenia elliptica
- Marsdenia engleriana
- Marsdenia ericoides
- Marsdenia eriocaulis
- Marsdenia exellii
- Marsdenia faulknerae
- Marsdenia ferreyrae
- Marsdenia flavescens
- Marsdenia flavida
- Marsdenia floribunda
- Marsdenia fontellana
- Marsdenia formosana
- Marsdenia forsteri
- Marsdenia fraseri
- Marsdenia fruticosa
- Marsdenia fulva
- Marsdenia fusca
- Marsdenia gallardoae
- Marsdenia geminata
- Marsdenia gillespieae
- Marsdenia glabra
- Marsdenia glabrata
- Marsdenia glandulifera
- Marsdenia glaziovii
- Marsdenia globosa
- Marsdenia glomerata
- Marsdenia gonoloboides
- Marsdenia grandiflora
- Marsdenia grandis
- Marsdenia graniticola
- Marsdenia griffithii
- Marsdenia guaianensis
- Marsdenia guanchezii
- Marsdenia guaranitica
- Marsdenia gymnemoides
- Marsdenia gymnemopsis
- Marsdenia hainanensis
- Marsdenia haitiensis
- Marsdenia hamata
- Marsdenia hamiltonii
- Marsdenia harmandiella
- Marsdenia hassleriana
- Marsdenia hatschbachii
- Marsdenia hemiptera
- Marsdenia heringeri
- Marsdenia hilariana
- Marsdenia hiriartiana
- Marsdenia hirta
- Marsdenia incisa
- Marsdenia inelegans
- Marsdenia jensenii
- Marsdenia kaniensis
- Marsdenia kebarensis
- Marsdenia kempteriana
- Marsdenia klossii
- Marsdenia koi
- Marsdenia koniamboensis
- Marsdenia lachnostoma
- Marsdenia lacicola
- Marsdenia lactifera
- Marsdenia lanata
- Marsdenia lanceolata
- Marsdenia latifolia
- Marsdenia lauretiana
- Marsdenia laxiflora
- Marsdenia leiocarpa
- Marsdenia leptophylla
- Marsdenia lijsae
- Marsdenia linearis
- Marsdenia littoralis
- Marsdenia lloydii
- Marsdenia longiflora
- Marsdenia longiloba
- Marsdenia longipedicellata
- Marsdenia longipes
- Marsdenia loniceroides
- Marsdenia lorea
- Marsdenia lucida
- Marsdenia lyonsioides
- Marsdenia macfadyenii
- Marsdenia macroglossa
- Marsdenia macrophylla
- Marsdenia magallanesiana
- Marsdenia magniflora
- Marsdenia maingayi
- Marsdenia malmeana
- Marsdenia mayana
- Marsdenia medogensis
- Marsdenia megalantha
- Marsdenia mexicana
- Marsdenia micradenia
- Marsdenia micrantha
- Marsdenia microlepis
- Marsdenia microstoma
- Marsdenia millariae
- Marsdenia mira
- Marsdenia mollis
- Marsdenia montana
- Marsdenia muelleri
- Marsdenia naiguatensis
- Marsdenia nana
- Marsdenia neomanarae
- Marsdenia nicaraguensis
- Marsdenia nicoyana
- Marsdenia nigriflora
- Marsdenia nitida
- Marsdenia nubicola
- Marsdenia oaxacana
- Marsdenia oblanceolata
- Marsdenia obscura
- Marsdenia oculata
- Marsdenia officinalis
- Marsdenia olgamarthae
- Marsdenia oligantha
- Marsdenia oreophila
- Marsdenia otoniensis
- Marsdenia oubatchensis
- Marsdenia pachyglossa
- Marsdenia paludicola
- Marsdenia panamensis
- Marsdenia papillosa
- Marsdenia papuana
- Marsdenia paraguaiensis
- Marsdenia parva
- Marsdenia parvifolia
- Marsdenia peraffinis
- Marsdenia pergulariformis
- Marsdenia philippinensis
- Marsdenia pickelii
- Marsdenia pierrei
- Marsdenia pinetorum
- Marsdenia pleiadenia
- Marsdenia poioensis
- Marsdenia popoluca
- Marsdenia praestans
- Marsdenia primulina
- Marsdenia pringlei
- Marsdenia propinqua
- Marsdenia pseudoedulis
- Marsdenia pseudoparsonsia
- Marsdenia pseudotinctoria
- Marsdenia pulchella
- Marsdenia pumila
- Marsdenia purpusiana
- Marsdenia quadrata
- Marsdenia quadrialata
- Marsdenia queirozii
- Marsdenia raoulii
- Marsdenia rara
- Marsdenia raziana
- Marsdenia ridleyi
- Marsdenia riparia
- Marsdenia rivularis
- Marsdenia robinsonii
- Marsdenia robusta
- Marsdenia rostrata
- Marsdenia rotata
- Marsdenia rotheana
- Marsdenia roylei
- Marsdenia rubicunda
- Marsdenia rubrofusca
- Marsdenia rzedowskiana
- Marsdenia sarcodantha
- Marsdenia sarcoloboides
- Marsdenia satureiifolia
- Marsdenia schimperi
- Marsdenia schlechteriana
- Marsdenia schneideri
- Marsdenia scortechinii
- Marsdenia secamonoides
- Marsdenia selerorum
- Marsdenia sessilifolia
- Marsdenia sinensis
- Marsdenia smithii
- Marsdenia spathulata
- Marsdenia speciosa
- Marsdenia sprucei
- Marsdenia squamulosa
- Marsdenia stelostigma
- Marsdenia stenantha
- Marsdenia stephanotidifolia
- Marsdenia steyermarkii
- Marsdenia straminea
- Marsdenia suaveolens
- Marsdenia suberosa
- Marsdenia subglobosa
- Marsdenia suborbicularis
- Marsdenia suffruticosa
- Marsdenia sultanis
- Marsdenia tenacissima
- Marsdenia tenii
- Marsdenia teysmannii
- Marsdenia tholiformis
- Marsdenia thomasii
- Marsdenia thouarsii
- Marsdenia thyrsiflora
- Marsdenia tinctoria
- Marsdenia tingens
- Marsdenia tirunelvelica
- Marsdenia tolimensis
- Marsdenia tomentosa
- Marsdenia tonkinensis
- Marsdenia torsiva
- Marsdenia tressensiae
- Marsdenia tricholepis
- Marsdenia trilobata
- Marsdenia trinervis
- Marsdenia trivirgulata
- Marsdenia troyana
- Marsdenia truncata
- Marsdenia tubularis
- Marsdenia tubulosa
- Marsdenia tumida
- Marsdenia tylophoroides
- Marsdenia ulei
- Marsdenia umbellata
- Marsdenia undulata
- Marsdenia urniflora
- Marsdenia vajanicum
- Marsdenia warburgii
- Marsdenia variabilis
- Marsdenia wariana
- Marsdenia variifolia
- Marsdenia weberbaueri
- Marsdenia weddellii
- Marsdenia velutina
- Marsdenia venusta
- Marsdenia veronicae
- Marsdenia verrucosa
- Marsdenia vieillardii
- Marsdenia vinciflora
- Marsdenia virgultorum
- Marsdenia viridiflora
- Marsdenia vohiborensis
- Marsdenia volcanica
- Marsdenia volubilis
- Marsdenia woodburyana
- Marsdenia xerophylica
- Marsdenia yuei
- Marsdenia yunnanensis
- Marsdenia zehntneri
- Marsdenia zimapanica